# DSg (Inschrift)
DSg ist die Abkürzung einer Inschrift von Dareios I. (D). Sie wurde in Susa (S) entdeckt und von der Wissenschaft mit einem Index (g) versehen. Sie liegt in altpersischer und  babylonischer Sprache auf mehreren Fragmenten vor. Man geht davon aus, dass die Inschrift ursprünglich dreisprachig mit einer verlorenen elamischen Sprachversion war.

## Inhalt
„§1. Ich (bin) Dareios, der große König, König der Könige, König der Länder, König auf dieser Erde, des Hystaspes Sohn, ein Achaimenide.
§2. Es kündet Dareios, der König: Diesen Palast habe ich errichtet“

## Beschreibung
Die Inschrift DSg ist auf drei Fragmenten von Säulenbasen überliefert. Die Fragmente werden mit einem zusätzlichen Index unterschieden. Der Text hat drei Zeilen. Ursprünglich war die Inschrift dreisprachig. Überliefert sind zwei Reste der altpersischen und drei Reste der babylonischen Sprachversion. Die dritte altpersische Zeile ist stark verstümmelt, so dass die Bezeichnung für den Palast in der letzten Zeile mehrmals in Abhängigkeit von der babylonischen Version diskutiert wurde. Ohne die elamische Version ist deshalb der schlussendlich akzeptierte Ausdruck dacara- unsicher. Die Fragmente DSga–b befinden sich im Louvre. Über den Standort von DSgc sind keine Angaben verfügbar.